# Wal- und Delfinschutz-Forum
Das Wal- und Delfinschutz-Forum (WDSF) ist eine gemeinnützige Tierschutz-Organisation, die sich vordringlich dem Schutz von Meeressäugern widmet.

## Organisation
Die Organisation wurde 2007 von Jürgen Ortmüller mit Unterstützung des Delfinschützers Richard O’Barry in Berlin gegründet. Der Sitz ist in Hagen. Seit 2008 ist das WDSF in der Gesellschaftsform einer Unternehmergesellschaft (haftungsbeschränkt) eine gemeinnützige Organisation mit Schwerpunkt des Schutzes der Meeresumwelt und der Meeressäuger. Das WDSF wird von Ehrenamtlichen Mitarbeitern und einem unabhängigen, wissenschaftlichen Kuratorium unterstützt.
Es hat u. a. zum Ziel, die in ihren Augen bedrohte Situation der Meeressäuger in der Öffentlichkeit aufzuzeigen, und setzt sich für den Schutz aller Wal- und Delfinarten und ihrer natürlichen Lebensräume ein. Weiterhin protestiert man gegen Delfinarien. Das WDSF bezeichnet sich selbst als „eine der weltweit aktivsten Organisation zum Schutz von Meeressäugetieren mit Vor-Ort-Protestaktionen  und juristischen Interventionen gegen katastrophale Haltungen in Delfinarien und Tierquälerei.“

## Arbeit
Das WDSF setzt sich für die Schließung aller Delfinarien in der Türkei und der letzten zwei deutschen Delfinarien in Duisburg und Nürnberg ein. Regelmäßig werden daher Kundgebungen vor Delfinarien organisiert. Darüber hinaus setzt sich die Organisation für ein Verbot des Grindwalfangs auf den Färöer-Inseln sowie der jährlich stattfindenden Delfinjagden im japanischen Fischerort Taiji (Wakayama) ein. Auf den Färöer-Inseln demonstrierten im Jahr 2014 Tierschützer des WDSF zusammen mit ProWal gegen den alljährlichen Grindwalfang. Gemeinsam mit der Organisation ProWal fordert das Wal- und Delfinschutz-Forum von allen Delfinarienbetreibern in der EU DNA-Analysen, um auszuschließen, dass Delfine aus Taiji in Delfinarien der EU gehalten werden. Die Zoodirektoren mit Delfinarien in Duisburg, Münster und Nürnberg entgegnen jedoch, dass es kein Tier aus Delfintreibjagden in der Europäischen Union gibt.
Bei Verletzungen von Rechtsgrundlagen interveniert das WDSF auch auf juristischer Ebene. So fordert das WDSF seit einer Visite im Jahre 2007 die Schließung der Orca- und Delfin-Shows im Loro Parque. Gegen den Besitzers des Loro Parque, Wolfgang Kiessling, stellte das WDSF nach einem tödlichen Unfall des spanischen Orca-Trainers Alexis Martinez mit einem Schwertwal (Orca) Strafanzeige wegen fahrlässiger Tötung. Außerdem unterhält die Organisation Beziehungen zu Regierungen bei den Tagungen der Internationalen Walfangkommission IWC.
Die Aufdeckung von Haltungsmängeln durch das WDSF im ehemaligen Delfinarium des Allwetterzoo-Münster führte zur Schließung im Jahr 2013, weil das Geld für ein komplett neues lichtdurchlässiges Dach nicht vorhanden war.
Das Delfinarium im Schweizer Vergnügungspark Connyland musste nach einer WDSF-Initiative mit ProWal aufgrund eines gesetzlichen Delfin-Importverbots im Jahr 2013 schließen.
Protestiert wird ebenfalls gegen die u. a. bei autistischen Kindern eingesetzte Delfintherapie.
Mit den Reiseunternehmen FTI Group, TUI (Deutschland, Österreich und Schweiz), Schauinsland-Reisen und Alltours hat das WDSF Vereinbarungen getroffen, dass weltweit keine Ausflüge mehr zu Delfin- und Orca-Shows angeboten und beworben werden. Seitdem FTI Touristik in seinem Kanaren-Winterkatalog 2015/16 erneut Orca- und Delfinshows im Loro Parque bewirbt, entzog das WDSF dem Reiseveranstalter die Auszeichnung „delfinfreundlich“ und äußerte sich in einer Pressemitteilung.
Nach Kritik und Protesten des WDSF und Sea Shepherd an den jährlichen Anlandungen der Kreuzfahrtunternehmen AIDA-, TUI- und Hapag-Lloyd Cruises auf den Färöer-Inseln aufgrund von Risiken für die Gäste und aus Artenschutzgründen wegen der Grindwaljagd und Tötungen der Meeressäuger an den Stränden in der Nähe der Anlandungshäfen, stornierten AIDA und Hapag-Lloyd nach Verhandlungen mit dem WDSF ihre Anfahrten auf die Inselgruppe im Nordostatlantik. Gegen TUI Cruises rief das WDSF zum Boykott auf, weil sich das Kreuzfahrtunternehmen nicht den gleichlautenden Beschlüssen von AIDA und Hapag-Lloyd anschließen wollte und Verhandlungen mit TUI Cruises negativ verliefen. Erst ab 2017 will TUI Cruises Alternativrouten prüfen.
Nach einer Gerichtsklage des WDSF gegenüber der Zoo Duisburg AG verurteilte das Verwaltungsgericht Düsseldorf und in zweiter Instanz das Oberverwaltungsgericht NRW in Münster den Zoo Duisburg, sofort alle seine Unterlagen und Daten zur Delfinfhaltung offenlegen. Die Tierschützer fordern, dass der Duisburger Zoo die Haltung der Delfine aufgibt.

## Kritik
Eine vom WDSF in Auftrag gegebene Stellungnahme des Biologen Christian Schulze (Ruhr-Universität Bochum), die Bestandteil des Antrags von Bündnis 90/Die Grünen zur Schließung der Delfinarien in Deutschland war, wurde von mehreren Wissenschaftlern, darunter dem Biopsychologen Onur Güntürkün (ebenfalls Ruhr-Universität Bochum) und Guido Dehnhardt (Marine Science Center der Universität Rostock) kritisiert.
Schulz hatte in seinem Gutachten unter anderem kritisiert, dass der Grenzwert für den Nitratgehalt im Wasser von Delfinarien mit 100 mg/l deutlich zu hoch sei, und darauf hingewiesen, dass beispielsweise viele Korallen bereits ab 1 mg Nitrat pro Liter Meerwasser allergisch reagierten. Güntürkün entgegnet dem unter anderem, dass Delfine als lediglich im Meer lebende Säugetiere, anders als Korallen und andere primär marine Tiere, einen „erheblich geringer[en] Austausch mit dem Wasser“ haben, und bezeichnet den Vergleich mit anderen aquatischen Lebensformen als „erschreckend naiv“.
Weiterhin sei der Lebensraum innerhalb eines Delfinariums nach Schulze zu klein für die sehr schnellen Tiere, die nach seiner Ansicht mindestens eine Bahnlänge von 850–900 Meter bräuchten und die Becken auch ansonsten nicht dem Aktionsradius der Tiere entsprächen. Dehnhardt entgegnete dem, dass viele freilebende Meeressäuger, darunter auch Delfine, ihren Aktionsradius drastisch reduzierten, sobald die Nahrungs- und Partnersituation dies zuließen.